# Хачатур Абовян
Хачату́р Абовя́н (вірм. Խաչատուր Աբովյան; 15 жовтня 1805, Канакері — 14 квітня 1848, Єреван) — великий вірменський письменник, просвітник, педагог і етнограф. Основоположник нової вірменської літератури і літературної мови.

## Біографічні відомості
Хачатур народився в селянській родині у селищі Канакері (поблизу Єревана, зараз передмістя). Навчався при Ечміадзінському монастирі, в Нерсесянівській семінарії у Тбілісі,

## Життєпис
Певний час був перекладачем та секретарем католикоса, а з 1828 року працював у книгозбірні Ечміадзинського собору, де активно займався самоосвітою: вивчав історію свого народу, студіював праці середньовічних вірменських вчених, трактати з літературознавства, мовознавства, історіографії, географії, метеорології, філософії.
Коли в 1829 році в Ечміадзин прибула наукова експедиція Фрідріха Паррота, професора Дерптського (тепер Тартуського) університету з метою сходження на гору Арарат, Абовян приєднався до неї як перекладач.
Допитливість і науковий хист юнака привернули увагу Фрідріха Паррота, і він переконав його стати студентом Дерптського університету, в якому Хачатур Абовян навчався з 1830 до 1835 рр. Одночасно як вільний слухач Хачатур відвідував учительську семінарію, де поміж інших предметів вивчав географію (математичну, фізичну, політичну), закінчив курси російської мови в Петербурзі. У період між 1832—1834 роках Абовян здійснив чотири мандрівки Прибалтикою, зафіксувавши у своїх щоденниках особливості природи цих місцевостей. У 1836 році Абовян став дійсним членом Московського товариства природничих наук, написав працю «Про шляхи покращення економічного та культурного стану Вірменії та вірменського народу». Після повернення на батьківщину, з 1837 до 1843 роки, Абовян виконував обов'язки вихователя у Тифліському повітовому училищі й одночасно викладав російську мову, географію та історію, у 1843—1848 роках працював у Єриванському повітовому училищі.
Упродовж усіх цих років він проводив велику науково-дослідницьку та культурно-освітню роботу. У 1843—1844 роках Абовян супроводжував прусського вченого А. Гакстґаузена під час його дослідницької мандрівки Вірменією, брав участь у фізико-географічних дослідженнях Східної Вірменії, організованих німецькими вченими, у складі експедиції російського вченого Г. Абіха досліджував геологічну структуру Вірменського нагір'я і брав участь у сходженні на Малий Арарат, першим з вірменських вчених розпочав метеорологічні спостереження з приладами; у 1845 році здійснив подорож до поселень курдів, про побут та звичаї яких написав пізніше наукову роботу; у 1846 році разом з англійським мандрівником Г. Сімуром вдруге піднявся на вершину Великого Арарату. Біографічні дані про життя Хачатура Абовяна обриваються 14 квітня 1848 року. Цього дня він вийшов уранці зі свого будинку і зник безвісти. Подальша його доля й обставини смерті залишаються невідомими й по сьогодніший день, Світогляд і естетичні ідеали Абовяна сформувалися під впливом ідей філософів європейського Просвітництва та національно-патріотичної ідеології романтизму.
Заслуга Абовяна полягає в справжній демократизації вірменської літератури. Він значно розширив її тематичні обрії, повернув її від історії до сучасного життя, прищепив вірменським письменникам інтерес до вирішення злободенних національних, політичних та соціальних проблем народу.
Героєм творів Абовяна вперше в історії вірменської літератури стала людина з народу. Він привернув увагу громадськості до фольклору, започаткував у вірменській словесності ашхарабар — нову літературну мову, зрозумілу широкому загалу.

## Наукова діяльність
Визначною була роль Абовяна у розвитку наукової думки Вірменії. Його перу належать численні праці фізико-географічного та краєзнавчого характеру: «Подорож пана професора Паррота та диякона Хачатура Абовяна» (1829), створення однієї з перших карт Східної Вірменії та глобуса з вірменськими написами (1832). Він є також автором підручника «Нахашавіх» з двома географічними розділами (1838), трактату «Відкриття Америки» (1841—1842), що присвячений великим науковим відкриттям, статті про клімат Єревана (1846), «Три західні філософи, супроводжувальні християнським муллою» (1847), «Нове сходження на Арарат» (1847). У науковому доробку Абовяна чимало праць історіграфічного та етнографічного характеру: «Короткий нарис про вірмен», « Про паризького імператора Олександра і падіння Наполеона», «Напередодні війни між Персією та Росією», «Ієзиди», «Курди», «Нарис про життя вірмен, які проживають у Тифлісі», «Нарис про виникнення, національні особливості, мову, побут і звичаї курдів» та ін.
Чільне місце в наукових зацікавленнях Хачатура Абовяна займала також педагогічна діяльність. Він написав кілька навчальних посібників, зокрема «Переддоріжжя» (1838), підручник з географії, «Теоретичну і практичну граматику російської мови для вірмен», «Історію Тиграна, або Моральні настанови для вірменських дітей» (опубл. 1941). Виступав за створення широкої мережі народних шкіл, в яких освіта велася б рідною мовою, плекав проєкти створення вірменської школи для дівчат, а також вірменського вчительського інституту.

## Творчість
Літературно-художня творчість Абовяна багатогранна і різноманітна. Він відомий як автор численних поетичних творів (ліричні вірші «Ностальгія за моїми пращурами», «Сходження на гору Арарат», «Прихід Хайка до Вірменії», поеми «Пісня Агасі», «Всемудрий» та інші), новаторство яких полягало у поєднанні прийомів народно-пісенної творчості з поетикою класицизму та романтизму. Абовяну належить цикл чотиривіршів «Баяті» (опубл.1864), цикл байок «Розваги на дозвіллі» (опубл. 1864), в яких дидактика органічно злита з безкомпромісною критикою людських вад, егоїстичної провінційної обмеженості; їм натомість протиставляються шляхетність і краса освіченої людини. Письменник створив також кілька драматичних творів — першу драму новою літературною мовою «Феодора, або Любов доньки» (1841), комедію «Дитячі розваги».
Найзначніших успіхів Абовян досяг у розробці вірменської прози. Він значно розширив її жанровий склад, виступивши творцем цілого ряду нових жанрів — оповідання («Перше кохання», «Туркення»), поезії у прозі («Прихід весни», «Літній ранок у селі», «Літня ніч»), першого роману світського зразка «Рани Вірменії» («Верк Айястані», 1841, опубл. 1858), який став найвизначнішим із його творів. У романі відображені події національно-визвольної боротьби вірменського народу в період російсько-іранської війни 1826—1828 років. Головний герой роману — юнак Агасі — перший борець за свободу вірменського народу, яскравий представник ідеології національного визволення, який на вівтар цієї священної боротьби поклав навіть власне життя. Головна думка твору, який справив величезне враження на співвітчизников Абовяна і дав значний імпульс для розвитку вірменської романтичної прози, полягає в утвердженні почуття національної гідності, патріотизму, ненависті до гнобителів.
Твори за життя не видавались. Творчість Абовяна багатогранна: він писав вірші, повісті й оповідання, п'єси і романи, байки і казки, збирав фольклор.
Помітне місце в творчому спадку Хачатура Абовяна займають також його переклади вірменською творів Гомера, Ґете, Крилова, Жуковського, Й. К. Ф. Шиллера, М. Карамзіна, І. Крилова та ін.
Відомий твір — «Нахашавіх», спрямований проти догматичної педагогіки, утверджує прогресивні педагогічні ідеї. Абовян вимагав загального, а для бідних і безкоштовного навчання, вважав основою виховання принцип народності. Підтримував дружні зв'язки з азербайджанським письменником Мірзою Ахундовим, українським поетом Іваном Росковшенком.
Українською мовою окремі твори Абовяна переклали О. Ільченко, П. Тичина, М. Рильський, В. Сосюра, А. Малишко, М. Терещенко, І. Нехода, О. Кундзіч, Л. Дмитерко.

## Твори
- Вірм. мовою — Повне зібрання творів. У 8 т. Єреван, 1947—58;
- Укр. перекл. — Вибрані твори. Перекл. П. Тичини, М. Рильського, В. Сосюри, Л. Дмитерка, М. Терещенка та ін. К-, 1948;
- Рос. перекл. — Избранное. М., 1948.